# 圣嘉勒圣殿 (那不勒斯)

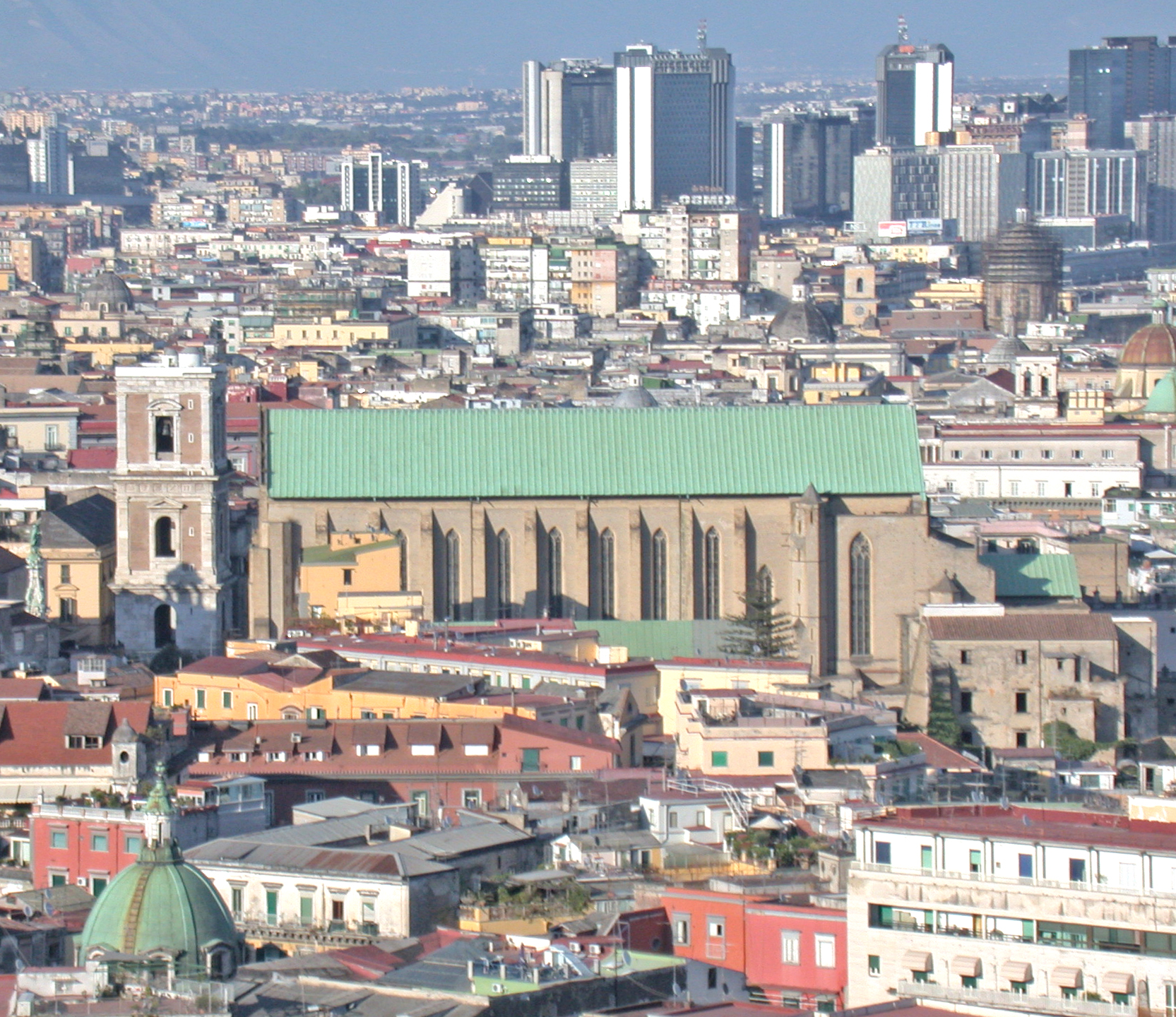
圣嘉勒圣殿及钟楼

圣嘉勒圣殿（Basilica di Santa Chiara）是意大利南部城市那不勒斯的一座天主教宗座圣殿，连同修道院、墓地和考古博物馆，形成一组宗教建筑群。 
教堂风格最初为哥特式，17-18世纪改建为巴洛克式，二战遭盟军轰炸毁于大火，1953年重建。钟楼独立于主体建筑。